# Рієн (озеро)
Рієн — озеро в комуні Рерус, фюльке Тренделаг, Норвегія. Озеро розташоване біля витоків річки Гломма, всього приблизно в 10 км на захід від кордону зі Швецією. Вода витікає через річку Гломма і прямує трохи на південь, у велике озеро Еурсуннен. Село Бреккен лежить приблизно в 6 км на південь від озера, селище Рерус — в 40 км на південний захід.

## References
1. ↑  Norwegian Mapping Authority — 1773.
2. ↑  Рієн. Велика норвезька енциклопедія[en] (норв.). Foreningen Store norske leksikon.

| Норвегія | Це незавершена стаття з географії Норвегії. Ви можете допомогти проєкту, виправивши або дописавши її. |